# William Gilmore
William Evans Garrett Gilmore (16 de febrero de 1895-5 de diciembre de 1969) fue un deportista estadounidense que compitió en remo.
Participó en dos Juegos Olímpicos de Verano en los años 1924 y 1932, obteniendo dos medallas, plata en París 1924 y oro en Los Ángeles 1932.

## Palmarés internacional
| Juegos Olímpicos | Juegos Olímpicos             | Juegos Olímpicos | Juegos Olímpicos |
| Año              | Lugar                        | Medalla          | Prueba           |
| ---------------- | ---------------------------- | ---------------- | ---------------- |
| 1924             | París (Francia)              | Medalla de plata | Scull individual |
| 1932             | Los Ángeles (Estados Unidos) | Medalla de oro   | Doble scull      |